# Aethopyga ignicauda
Aethopyga ignicauda là một loài chim trong họ Nectariniidae.